# Karang Rejo (Purwosari)
Karang Rejo is een bestuurslaag in het regentschap Pasuruan van de provincie Oost-Java, Indonesië. Karang Rejo telt 5582 inwoners (volkstelling 2010).